# 何遠
何遠（470年—521年），字义方，东海郡郯县（今山东省郯城县）人，南朝梁政治人物。
南朝齐末年，何遠为江夏王（萧宝玄）国侍郎。东昏侯永元年间，崔慧景入围宫城，何远参与其事，事败，逃到北魏。后来入寿阳，刺史王肃派他率兵援助萧衍。何遠随萧衍军东下，破朱雀军，担任建康令。萧衍代齐称帝，建立南梁，封何遠为广兴男。历任武昌郡太守、武康令、宜城郡太守、东阳郡太守、始兴内史。以清廉著称，田秩俸钱，为贫民充租调，抑制豪强，保护贫弱。所至百姓为他立生祠，清公为天下第一。官至中抚军司马，去世。